# 可換体
抽象代数学において可換体（かかんたい、仏: corps commutatif）あるいは単に体（たい、英: field）とは、零でない可換可除環、あるいは同じことだが非零元全体が乗法の下で可換群をなすような環のことである。そのようなものとして体は、適当なアーベル群の公理と分配則を満たすような加法、減法、乗法、除法の概念を備えた代数的構造である。最もよく使われる体は、実数体、複素数体、有理数体であるが、他にも有限体、関数の体、代数体、p 進数体などがある。
任意の体は、線型代数の標準的かつ一般的な対象であるベクトル空間のスカラーとして使うことができる。（ガロア理論を含む）体拡大の理論は、ある体に係数を持つ多項式の根に関係する。他の結果として、この理論により、古典的な問題である定規とコンパスを用いた角の三等分問題や円積問題が不可能であることの証明や五次方程式が代数的に解けないというアーベル-ルフィニの定理の証明が得られる。現代数学において、体論は数論や代数幾何において必要不可欠な役割を果たしている。
代数的構造として、すべての体は環であるが、すべての環が体であるわけではない。最も重要な違いは、体は（ゼロ除算を除いて）除算ができるが、環は乗法逆元がなくてもよいということである。例えば、整数の全体は環をなすが、2x = 1 は整数において解を持たない。また、体における乗法演算は可換でなければならない。可換性を仮定しない除法の可能な環は可除環、斜体、あるいは体と呼ばれる。 
環として、体は整域の特別なタイプとして分類でき、以下のようなクラスの包含の鎖がある。
可換環 ⊃ 整域 ⊃ 整閉整域 ⊃ 一意分解環 ⊃ 単項イデアル整域 ⊃ ユークリッド環 ⊃ 体 ⊃ 有限体
体をアルファベットで表すときは、K（続いて L, M 等）を用いる慣例がある。これは体がドイツ語で "Körper" だからである。英語の "field" の頭文字をとって F が用いられることもある。F の次の文字 G は群と紛らわしいから、前の文字 E も用いられる。

## 定義
体とは、以下の条件を満たす加法と乗法と呼ばれる 2 つの二項演算によって定まる代数的構造のことである。以下、台集合 K に加法 "+" と乗法 "×" が定められているとし、乗法の結果（積） a × b は ab と略記する。
- K は加法に関してアーベル群である： 
  - a, b, c を K の任意の元とするとき、結合法則 a + (b + c) = (a + b) + c が成り立つ。
  - a + 0K = 0K + a = a が K の元 a の取り方に依らずに満たされる零元と呼ばれる特別な元 0K が存在する。
  - a が K の元ならばそれに対して a + (−a) = (−a) + a = 0K を満たす、マイナス元と呼ばれる元 −a が常に存在する。
  - 交換法則が成り立つ。つまり K のどんな元 a, b についても、 a + b = b + a となる。
- K は乗法に関してモノイドであって、0 以外の元が可換群をなす：
  - a, b, c を K の任意の元とするとき、結合法則 a(bc) = (ab)c が成り立つ。
  - a1K = 1Ka = a が K の零元 0K でない元 a の取り方に依らずに満たされる単位元と呼ばれる特別な元 1K が存在する。
  - a が零元 0K でない K の元ならばそれに対して aa−1 = a−1a = 1K を満たす、逆元と呼ばれる元 a−1 が常に存在する。
  - 交換法則が成り立つ。つまり K の任意の非零元 a, b に対し ab = ba が成り立つ。
- 乗法は加法に対して分配的である：a, b, c を K の任意の元とするとき、a(b + c) = ab + ac, (a + b)c = ac + bc が成り立つ。

また、この条件を満たす代数的構造を備えた代数系 (K, +, 0K, ×, 1K) あるいは省略して単に集合 K は「体を成す」という。零元のみからなる集合 {0} は 1 = 0 と見れば上記の条件を満たし、自明な体と呼ばれるが往々理論的な障害となるため通常は除外して考える。つまり、体の定義に通常は
- 1 ≠ 0, すなわち乗法は零元でない単位元を持つ。

なる条件を加える。

## 例
- 有理数の全体 Q は体である。
- 実数の全体 R や複素数の全体 C も体である。
- {0, 1} に対し表のように演算を定義すると、これは二元体（英語版）と呼ばれる体になり、F2 などと表す。一見つまらない例であるようだが、この体は符号理論などに応用を持っている。
- より一般に、p を素数とするとき、集合 {0, 1, …, p − 1} に演算を定義して体にすることができる。この体を有限体と呼び、Fp, Z/pZ または GF(p) などと書く。
- 体 k 上の有理関数の全体 k(x1, …, xn) も体である。
- 体 k 上の形式的ローラン級数の全体 k((x1, …, xn)) も体である。
- 代数的数の全体 Q や代数的な実数の全体 Q ∩ R も体である。
- 素数 p に対して p 進数の全体 Qp も体である。
- 定規とコンパスによって作図可能な複素数（作図可能数）の全体や実数（作図可能実数）の全体も体である。

## 諸概念
体 K が与えられたとき、その乗法構造を忘れて加法に関するアーベル群と見たときの代数系 (K, +) を体 K の加法群と呼ぶ。加法群を K+ や Ga(K) と記す場合もある。また乗法構造のみに注目して、0 を除く K の元の全体 K* に乗法を与えて得られる代数系 (K*, ×) は群であり、乗法群と呼ばれる。K の乗法群をしばしば K× とも記し、Gm(K) と記されることもある。体 K の乗法群の任意の有限部分群は巡回群である。
体の元の濃度を位数といい、有限な位数を持つ体を有限体と呼び、そうでない体を無限体と呼ぶ。有限斜体は常に可換体である（ウェダバーンの小定理）。
n1 で単位元 1 を n 回足したものを表すとき、n1 = 0 となるような正の整数 n のうち最も小さなものをその体の標数という。ただし、そのような n が存在しないとき標数は 0 であると決める。体の標数は 0 または素数である。
体は 0 以外の元が全て可逆となる単位的環である。したがって、そのイデアルや部分環の概念を考えることができるが、体は自明でないイデアルを持たない（これを体は単純環であるという）。体の単位的環としての部分環が再び体をなすとき、部分体という。
体 K, L とその間の写像 f: K → L が与えられたとき、f が体の準同型であるとは、単位的環としての準同型であることをいう。つまり、体準同型 f は K の任意の元 a, b および、K, L それぞれの単位元 1K, 1L に対して
{\displaystyle f(a+b)=f(a)+f(b)}
{\displaystyle f(ab)=f(a)f(b)}
{\displaystyle f(1_{K})=1_{L}}
を全て満たす。また、その像 Im(f) = {f(x) | x ∈ K} は L の部分体となり、核 Ker(f) = {x ∈ K | f(x) = 0L} は K のイデアルとなるが、体が単純環であることと単位元が零元に写ることはないことから、体の準同型は必ず単射になる。したがって、体の準同型 f: K → L の像 Im(f) は K に体として同型である。これを中への同型と呼び、さらに f が全射であるとき上への同型であるという。